# William Haseltine
William A. Haseltine (St. Louis (Missouri), 17 oktober 1944) is een Amerikaans geneticus, microbioloog, ondernemer en filantroop.
Haseltine studeerde aan de Universiteit van Californië - Berkeley, waar hij in 1966 zijn bachelorgraad behaalde, waarna hij in 1973 promoveerde aan de Harvard-universiteit. Aansluitend werkte hij op het Massachusetts Institute of Technology bij David Baltimore aan RNA-retrovirussen. Van 1976 tot 1993 was hij hoogleraar aan het Dana Farber Cancer Institute van de Harvard Medical School (HMS) en aan de Harvard School of Public Health.
In 1982 was hij een van de eersten, die een retrovirus voor aids ontdekte, en zette hij zich op een vroeg tijdstip in voor een sterke onderzoeksinspanning naar Aids. Hij is zelf sinds de 80er jaren actief in het onderzoek naar aids. Onder andere nam hij in Harvard deel aan het vaststellen van de genetische code van het aidsvirus en aan de ontwikkeling van protease-remmers tegen aids.
Haseltine richtte in 1992 het bedrijf Human Genome Science (HGSI) in Rockville (Maryland) op, waarvan hij tot 2004 de CEO was. Het bedrijf dat de volgorde van het menselijke erfgoed aan genoom bijhoudt  en  patenten erop beheert, onder meer voor de  receptor CCR5, waarmee hiv zich  aan de menselijke cellen van het immuunsysteem hecht. 
Aanvankelijk werkte hij samen met Craig Venter, die de non-profit-afdeling TIGR leidde, terwijl Haseltine de commerciële kant van het bedrijf leidde, die de gesequenteerde genen moest vermarkten, maar in 1997 scheidden zich hun wegen als gevolg van persoonlijke wrijvingen. 
Hij was ook bij meer dan zeven andere biotechnische bedrijven betrokken, waaronder als oprichter (vanaf 1981), als adviseur van durfkapitaal-bedrijven, alsmede farmaceutische en biotechnologische bedrijven. Hij bezit meer dan 50 patenten en schreef meer dan 250 wetenschappelijke publicaties.
Haseltine is ook actief als filantroop en president van een eigen stichting, genaamd Haseltine Foundation for Medical Sciences and the Arts, waarmee hij de medische zorg in ontwikkelingslanden (vooral India) steunt.
Naast de medische genetische technologie is hij ook de groene genetische technologie en regeneratieve geneeskunde toegewijd.
Hij is adjunct-hoogleraar aan het Scripps Institute for Medical Research, een non-profit medisch instituut in San Diego, alsmede aan het Institute for Chemical Engineering van de Universiteit van Mumbai. 
Hij is lid van de stuurgroep van het Berkeley Center for Synthetic Biology, van het Cold Spring Harbor Laboratory|Cold Spring Harbor Labors, van de New York Academy of Sciences en de Asia Society.
Ook heeft hij zitting in de Council of Foreign Relations.
Dr. Haseltine is voorzitter van de ACCES Health International, een wereldwijd vertakte denktank, advies- en implementatiegroep.

## COVID-19-pandemie
Na de uitbraak van de COVID-19-pandemie begin 2020 is hij meer en meer als expert in de Verenigde Staten en daarbuiten in de openbaarheid getreden. Zo heeft hij - verwijzend naar diverse rapporten - ervoor gewaarschuwd bij dit onbekende virus te speculeren op het fenomeen groepsimmuniteit. Hij schroomde daarbij niet in voorkomende gevallen misleidende informatie of politisering van medische aspecten door president Trump te bekritiseren.

Media oktober 2020 sprak Haseltine voor CNN nogmaals zijn bezorgdheid uit dat mensen in de omgeving van de president groepsimmuniteit als een serieuze optie bespraken. Gelet op de actuele score van circa 10 % van inwoners met antistoffen  en een vereist minimum van meer dan 60 %  en dat afgezet tegen het corona-beleid van het kabinet-Trump, betekent zo'n koers volgens Haseltine "flirten met massamoord".

## Privé
Haseltine is een zoon van de fysicus William R. Haseltine (1911-2005), die werkte op een raketbasis op de Mojavewoestijn in Californië. Hij woont afwisselend in Washington en New York.